# Martin Wegener
Klaus Martin Wegener (* 1961 in Bergneustadt) ist ein deutscher Physiker.

## Leben
Wegener studierte Physik an der Goethe-Universität in Frankfurt am Main, nach dem Diplom 1986 promovierte er dort 1987. Nach drei Monaten als Wissenschaftlicher Assistent an der Universität Kaiserslautern und einem zweijährigen Forschungsaufenthalt an den AT&T Bell Laboratories in Holmdel (New Jersey) wurde er 1990 auf eine C3-Professur für Experimentelle Festkörperphysik an der Universität Dortmund berufen. Er übernahm 1995 einen Lehrstuhl für Angewandte Physik an der Universität Karlsruhe, ist Mitgründer und seit 2007 war er Gesellschafter des Mikrofabrikationsspezialisten Nanoscribe und ist seit 2001 Koordinator des DFG-Centrums für Funktionelle Nanostrukturen, eine der größten nanowissenschaftlichen Forschungseinrichtungen in Europa. Seit 2019 ist er Co-Sprecher des Exzellenzclusters 3D Matter Made to Order (gemeinsam mit Universität Heidelberg, Sprecherin Christine Selhuber-Unkel).
Wegener beschäftigt sich vorwiegend mit der Kurzzeitspektroskopie an Halbleitern, Quanten-Kinetik, Nano-Optik, Photonischen Kristallen und Metamaterialien. Er wurde 2000 mit dem Leibnizpreis der DFG ausgezeichnet und erhielt 2005 den Descartes-Forschungspreis der EU für die Entwicklung künstlicher Strukturen mit völlig neuartigen optischen Eigenschaften.

## Auszeichnungen
- Stipendiat der Alfried Krupp von Bohlen und Halbach-Stiftung
- Auszeichnung durch das Land Baden-Württemberg für seine Lehrtätigkeit, 1998
- Gottfried-Wilhelm-Leibniz-Preis der Deutschen Forschungsgemeinschaft, 2000
- Descartes-Forschungspreis der EU, 2005
- Landesforschungspreis des Landes Baden-Württemberg 2005
- Carl-Zeiss-Forschungspreis 2006
- Mitglied der Leopoldina 2006[5]
- Otto-Haxel Award 2007
- Fellow of the Optical Society of America 2008
- Hector Wissenschaftspreis 2009[6]
- Mitglied der Hector Fellow Academy 2013[7]
- Erwin-Schrödinger-Preis 2016